# Ресволль, Текла
Текла Ресволл (норв. Thekla Resvoll; 22 мая 1871, Вого, Оппланн — 14 июня 1948, Осло) — норвежский ученый-ботаник. Вместе с сестрой, Ханной Ресволль-Холмсен, были первыми в Норвегии женщинами-учеными в области естествознания и охраны природы.

## Биография
Текла Ресволль родилась 22 мая 1871 года в коммуне Вого, Оппланн.
Текла Ресволль работала медсестрой в Стокгольме, в 1894 году начала изучение естественной истории в университете Осло. Она стала ученицей и последователем профессора ботаники Акселя Блютта. В 1899 году Текла Ресволль окончила университет и переехала в Копенгаген, где работала в ботанической лаборатории Копенгагенского университета под руководством профессора Эугениуса Варминга. В 1900 году она вернулась в университет Осло. В 1902 году она стала ассоциированным профессором в Ботанический сад университета Осло.
В 1918 году Текла Ресволль получила степень доктора наук защитив диссертацию «On Plants Suited to a Cold and Short Summer», в которой она представила исследование адаптации альпийских растений к суровому окружающей среды.
В 1923—1924 годах Текла Ресволль посетила остров Яву и ботанический сад в Богоре. Она работала в ботанической лаборатории до выхода на пенсию в 1936 году. Ее лекции по ботанике повлияли на поколение норвежских студентов. Также она написала учебник по ботанике для студентов высшей школы. В 1923 году Текла Ресволл стала третьей в истории женщиной-членом Норвежской академии наук.
Помимо своей академической карьеры Текла Ресволль принимала активное участие в женском движении за равенство прав в Норвегии. Она была председателем норвежского «Женского студенческого клуба» и возглавляла движение за право женщин на участие в выборах («Kvinnestemmeretsforeningen»).
Она была замужем за горным инженером Андреасом Холмсеном (1869—1955), его брат Гуннар Холмсен (1880—1976) был женат на сестре Теклы, Ханной Ресволл-Холмсен.
Текла Ресволль умерла в 1948 году в Осло.

## Отдельные научные труды
- Resvoll, T. R., 1900. Nogle arktiske ranunklers morfologi og anatomi. Nyt Magazin for Naturvidenskaberne, 38: 343—367.
  - Proof of energy storage in the rhizome of Ranunculus glacialis.
- Resvoll, T. R., 1903. Den nye Vegetation paa Lerfaldet i Værdalen. Nyt Magazin for Naturvidenskaberne, 41.
  - Describes primary ecological succession.
- Resvoll, T. R., 1906. Pflanzenbiologische Беобахтунген aus dem Flugsandgebiet bei Röros im inneren Norwegen. Nyt Magazin for Naturvidenskaberne, 44.
- Resvoll, T. R., 1917. Om planter som passer til kort og kold sommer. Doctoral thesis, Oslo.
- Resvoll, T. R., 1925. Rubus chamaemorus L. A morphological — biological study. Nytt Magasin for Naturvidenskapene, 67: 55-129.
- Resvoll, T. R., 1925. Rubus chamaemorus L. Die geographische Verbreitung der Pflanze und ihre Verbreitungsmittel. Veröffentlichungen des Geobotanischen Institutes Rübel in Zürich, 3: 224—241.
- Resvoll, T. R., 1925. Beschuppte Laubknospen in den immerfeuchten Tropenwäldern Javas. Jena.